# Arthur Mafokate
Arthur Mafokate (* 10. Juli 1969 in Pimville/Soweto, Südafrika) ist ein südafrikanischer Musiker, Tänzer, darstellender Künstler und Musikproduzent. Der auch unter dem Namen Mr. Vuvuzela bekannte Künstler wird als einer der Pioniere der Kwaitomusik gesehen.
Mafokates Vater war der Springreiter Enos Mafokate. Seine Familie lebte später im nahen Chiawelo. Arthur Mafokate wurde Tänzer für Musiker wie Brenda Fassie, Son of Monwa & Son fame und Johnny Makholi. Sein Hit Kaffir (deutsch: „Kaffer“) aus dem Jahre 1995 machte ihn zum Pionier des Kwaito.